# Apollo 10
Apollo 10 byl čtvrtý pilotovaný let programu Apollo v roce 1969, poslední přípravný před chystaným přistáním lidí na Měsíci, tedy generálka na jeho orbitě. V katalogu COSPAR byl označen 1969-043A. V pořadí byl 30. let pilotované kosmické lodě ze Země.

## Posádka

### Základní posádka
- Thomas Stafford (3) – velitel
- John Young (3) – pilot velitelského modulu
- Eugene Cernan (2) pilot lunárního modulu

V závorkách je uvedený dosavadní počet letů do vesmíru včetně této mise

#### Záložní posádka
- Gordon Cooper (2) – velitel letu
- Donn Eisele (1) – pilot velitelského modulu
- Edgar Mitchell (0) – pilot lunárního modulu

V závorkách je uvedený dosavadní počet letů do vesmíru 

#### Podpůrná posádka
- Charles Duke, Joe Engle, James Irwin, Jack R. Lousma, Bruce McCandless

## Start
Apollo 10 s trojčlennou posádkou – velitel Thomas P. Stafford, pilot CM John W. Young a pilot LM Eugene A. Cernan odstartovalo 18. května 1969 v 16.49.00 UT z rampy 39 B na mysu Canaveral v USA. Vzlet nosné rakety Saturnu s Apollem na parkovací dráhu na orbitě Země byl bez problémů.

## Průběh letu
Z blízkosti Země po jejím 1,5. oběhu let pokračoval k Měsíci, na jehož oběžnou dráhu loď doletěla po třech dnech od startu 21. května 1969. Byla poté manévrem označeným LOI-1 navedena na oběžnou dráhu ve výši cca 111 km nad povrchem Měsíce. O další den později Stafford s Cernanem přestoupili do LM a od mateřské lodi se odpojili. Loď i modul se začaly hlásit novými volacími znaky Charlie Brown a Snoopy. LM – lunární modul s pomocí svých motorů sestoupil na nižší oběžnou dráhu ve výši 14,5 km nad povrchem. Po dosažení tohoto cíle astronauté vyzkoušeli radiolokační zařízení a snímkovali přistávací oblast. Po oddělení přistávacího stupně došlo k rotaci LM, posádka ji však dokázala zvládnout. Poté se LM vrátil k Apollu a Young zajistil připojení. Zatímco LM (kosmonauti si poté stěžovali na jeho nadměrnou hlučnost) je později odeslán do vesmíru na heliocentrickou dráhu, celá trojice zůstává na orbitě Měsíce v Apollu celý den. Druhého dne odstartovali k Zemi po 31 obletech Měsíce. Let k Zemi trval přes 54 hodin.

## Závěr letu
Navečer 26. května 1969 zbytek kosmické lodi, tj. velitelská sekce zbavená servisního modulu, přistál na padácích do Tichého oceánu 6 km od čekající letadlové lodi USS Princeton. Let trval 192 hodin.